# Staveley (Derbyshire)
Staveley je město ve Spojeném království, která leží v anglickém hrabství Derbyshire. Leží na řece Rother. Jde o tradiční hornické město, v jehož blízkém okolí se nachází několik dolů, přičemž nejbližším z nich je Ireland Pit. Všechny doly jsou již uzavřeny. V roce 2011 zde žilo přes osmnáct tisíc obyvatel. Narodil se zde například hudebník Chris Spedding. Ve městě se nachází Kostel svatého Jana Křtitele, jehož počátky sahají do dvanáctého století (později prošel několika přestavbami).